# Зубов, Николай Дмитриевич
Граф Николай Дмитриевич Зубов (1801—1871) — капитан в отставке, камергер и гофмейстер двора. Владелец Шавлийского дворца и Кретингской усадьбы.

## Биография
Родился 9 (21) сентября 1801 года. Единственный сын и наследник генерал-майора графа Дмитрия Александровича Зубова от брака с княжной Прасковьей Александровной Вяземской (1772—1835). По отцу приходился племянником последнему фавориту императрицы Екатерины II, графу Платону Зубову; по матери был внуком генерал-прокурора Сената князя А. А. Вяземского. 
Получил домашнее воспитание. Службу начал 29 апреля 1818 года полковым подпрапорщиком; 24 декабря 1821 года был переведён поручиком в лейб-гвардии Преображенский полк. В 1825 году без последствий привлекался по делу о восстании декабристов; следствием было установлено, что он не состоял членом тайных обществ. На допросе П. Н. Свистунов показал, что Зубов отказался от предложения, сделанного ему А. В. Поджио, вступить в тайное общество. Поджио показал, что настоящего предложения он не делал, но в 1823 году при разговоре с Зубовым о правительстве и о делах Испании говорил о необходимости создания тайного общества для борьбы с самодержавием, и что, возможно, найдутся люди, которые посвятят этому свою жизнь. Но Зубов отвечал, что Россия ещё не созрела и был совершенно против этих мер. Все главные члены по делу декабристов показали, что Зубов не принадлежал к обществу.
«По домашним обстоятельствам» был уволен в отставку 24 января 1832 года. В 1835 году вступил на гражданскую службу в звании камергера, с 3 мая 1859 года гофмейстер двора. Унаследовав от отца Кретингскую усадьбу, граф Зубов отреставрировал в ней дворец и заложил усадебный парк. Будучи филантропом, деятельно занимался благотворительностью и состоял почетным опекуном в Санкт-Петербургском опекунском совете. Скончался 3 (15) марта 1871 года и был похоронен в семейной усыпальнице на территории Сергиевой пустыни под Санкт-Петербургом.

## Семья

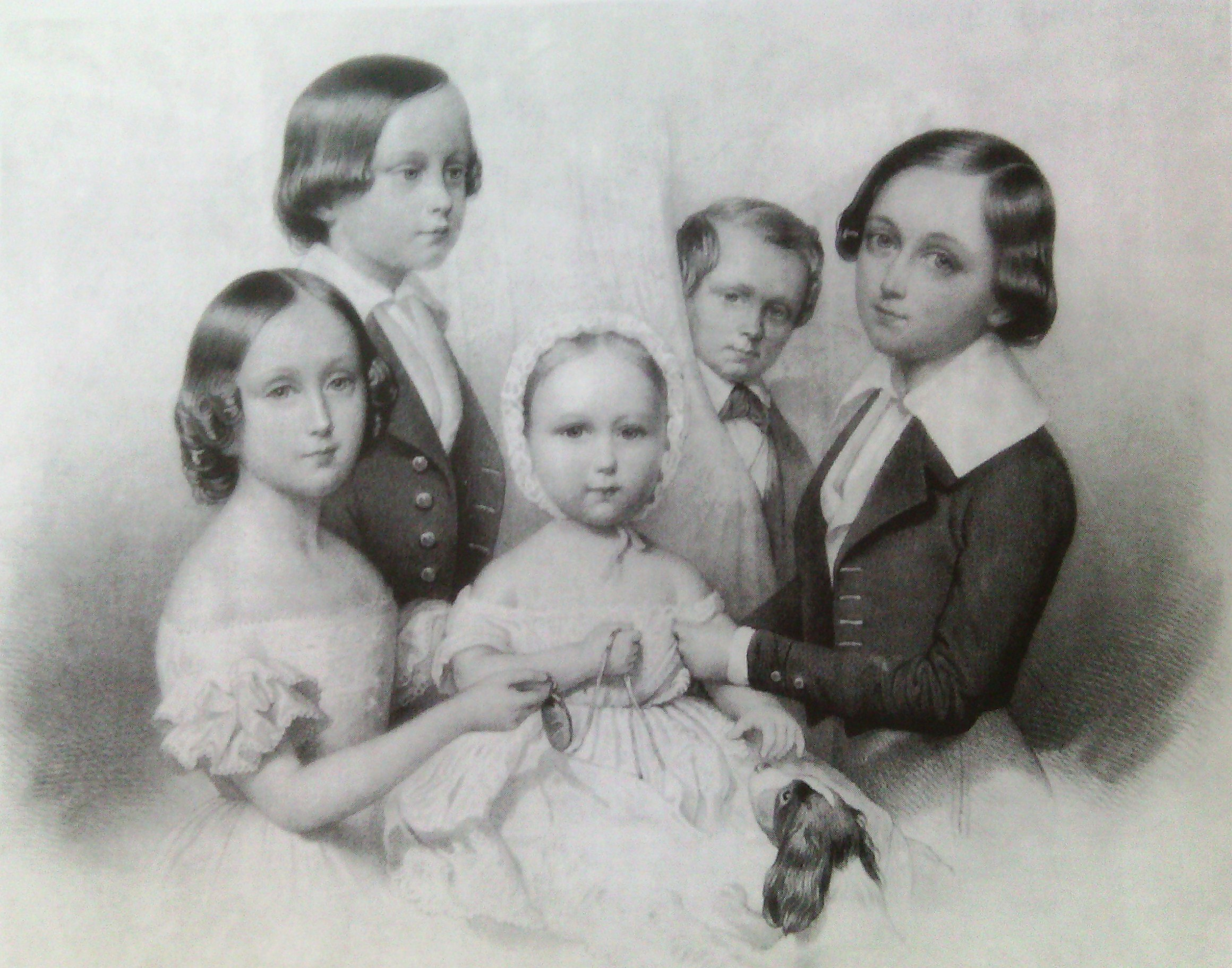
Дети графа Н. Д. Зубова (1841)

Жена (с 1827) — графиня Александра Гавриловна Реймонд-де-Моден (09.09.1805—28.06.1839), дочь графа Гавриила Карловича Раймонд-де-Модена от брака его с Елизаветой Николаевной Салтыковой. Крещена 18 сентября в Симеоновской церкви на Моховой, крестница С. С. Колычёва и княгини А. Н. Лобановой-Ростовской; фрейлина (1825). Скончалась вскоре после рождения младшей дочери. Похоронена в Зубовской церкви в кладбище Троице-Сергиевой Приморской пустыни. В браке родились дети:
- Александр (1829—1831), похоронен в Зубовской церкви.
- Николай (1832—1898), камергер, действительный статский советник, предводитель дворянства в Ковенской губернии (1878—1898) и наследник имения Шавли[лит.]. Женат (1854) на графине Александре[лит.] Васильевне Олсуфьевой (1838—1913); их дочь Мария (1867—1939) была замужем (1906) за графом С. Л. Толстым.
- Елизавета (1833—1894), фрейлина двора, замужем (1854) за графом Ф. Л. Гейденом.
- Гавриил (1835—1891), выпускник Пажеского корпуса, полковник в отставке. Будучи мотом и азартным игроком, наделал много долгов и был вынужден продать с аукциона (1874) наследственную Кретингскую усадьбу графу Тышкевичу.
- Александра (1839—1877), фрейлина двора (1860), замужем (1872) за генералом М. Н. Анненковым (1835—1899).